# Derrick Green
Derrick Leon Green (Cleveland, Ohio, Estados Unidos, 20 de enero de 1971) es un músico estadounidense y actual vocalista y percusionista de la banda Sepultura. Sustituyó a Max Cavalera en 1997.
Anteriormente, Derrick fue vocalista de un grupo de thrash metal/hardcore llamado Outface (con el guitarrista Charlie Gerriga de CIV, Frank Cavanagh de Prong y Filter, entre otras). También participó en las bandas Krop Acid y Alpha Jerk.
Fue artista invitado en algunos discos como Integrity 2000 de Integrity, Uncivilization de Biohazard y en la banda sonora de la película brasileña Lisbela e o Prisioneiro. Al comienzo, Green no fue muy bien recibido por los fanáticos. Tras la salida de Max Cavalera en 1996, se pensó que la banda se iba a separar, pero Igor Cavalera, Andreas Kisser y Paulo Jr decidieron continuar sin su fundador y con Green como nuevo vocalista.

## Discografía

### Outface
- Friendly Black (1992)

### Alpha Jerk
- Alpha Jerk – S/T (1996)

### Sepultura
- Against (1998)
- Nation (2001)
- Revolusongs (2002)
- Roorback (2003)
- Live in São Paulo (2005)
- Dante XXI (2006)
- A-Lex (2009)
- Kairos (2011)
- The Mediator Between Head and Hands Must Be the Heart (2013)
- Machine Messiah (2017)
- Quadra (2020)